# Roy Clark
Roy Clark Linwood (15 de abril de 1933 – Tulsa, 15 de novembro de 2018) foi um músico norte-americano, mais conhecido por apresentar Hee Haw, um show de variedades televisionado nacionalmente nos Estados Unidos entre 1969 e 1992. Clark foi uma figura importante e influente na música country, tanto como intérprete como ajudando a popularizar o gênero.
Durante a década de 1970, Clark era freqüentemente convidado por Johnny Carson no The Tonight Show e teve uma audiência de 30 milhões de espectadores no Hee Haw. Clarke foi guitarrista e tocador de banjo, e também é hábil guitarrista clássico e de vários outros instrumentos. Embora ele tenha tido sucesso com suas canções como cantor pop (por exemplo, "Yesterday, When I Was Young" e "Thank God And Greyhound"), sua habilidade instrumental teve influencia sobre gerações de bluegrass e músicos country. É membro do Grand Ole Opry e The Country Music Hall of Fame.
Morreu no dia 15 de novembro de 2018, aos 85 anos de idade vítima de complicações de uma pneumonia.